# Francesco II di Sassonia-Lauenburg
Francesco II di Sassonia-Lauenburg (Ratzeburg, 10 agosto 1547 – Lauenburg, 2 luglio 1619) è stato duca di Sassonia-Lauenburg.

## Biografia
Era il terzo figlio del duca Francesco I di Sassonia-Lauenburg e di Sibilla di Sassonia-Freiberg (Freiberg, 2 maggio 1515 – 18 luglio 1592, Buxtehude), figlia del duca Enrico IV di Sassonia.
Nel 1571 il padre rinunciò al trono in favore suo e di suo fratello maggiore, Magnus II. Magnus tentò di contrastare con la violenza il fratello minore e per risorvere la controversia il padre dovette ritornare sul trono nel 1574.
Alla morte del padre nel 1581, governò il ducato di Sassonia-Lauenburg insieme ai fratelli Magnus II e Maurizio di Sassonia-Lauenburg. Nel 1588, Francesco II e Maurizio imprigionarono Magnus II nel castello di Ratzeburg per le sue ripetute atrocità e per i suoi continui tentativi di detronizzarli. Alla morte di Maurizio nel 1612, Francesco II divenne l'unico regnante del ducato.

## Matrimonio e figli
Francesco II si sposò due volte.
Il 26 dicembre 1574 a Wolgast sposò Margherita di Pomerania-Wolgast (19 marzo 1553 – 7 agosto 1581, Ratzeburg), figlia del duca Filippo I di Pomerania. Da questo matrimonio nacquero i seguenti figli:
- Maria (Ratzeburg, 18 febbraio 1576 - 13 marzo 1625, Schwarzenbek);
- Augusto (Ratzeburg, 17 febbraio 1577 - 18 gennaio 1656, Lauenburg), duca di Sassonia-Lauenburg 1619-1656;
- Filippo (Ratzeburg, 17 augusto 1578 - 18 aprile 1605, Lauenburg);
- Caterina Ursula (Ratzeburg, 18 aprile 1580 - 18 aprile 1611).

Il 10 novembre 1582 a Wolfenbüttel sposò  in seconde nozze Maria di Brunswick-Wolfenbüttel (Schladen, 13 gennaio 1566 - 13 agosto 1626, Lauenburg), figlia del duca Giulio di Brunswick-Lüneburg. Maria e Francesco ebbero 14 figli, dei quali 12 raggiunsero l'età adulta:
- Francesco Giulio (13 settembre 1584 - 8 ottobre 1634, Vienna), sposò il 14 maggio 1620 Agnese di Württemberg (Stoccarda, 7 maggio 1592 - 25 novembre 1629, ivi), figlia del duca Federico I di Württemberg;
- Giulio Enrico (Wolfenbüttel, 9 aprile 1586 - 20 novembre 1665, Praga), duca di Sassonia-Lauenburg 1656-1665;
- Ernesto (7 giugno 1587 - 15 luglio 1620, Aschau);
- Edvige Sibilla (15 ottobre 1588 - 4 giugno 1635);
- Giuliana (26 dicembre 1589 - 1 dicembre 1630, Norburg), sposò il 1º agosto 1627 il duca Federico di Schleswig-Holstein-Sonderburg-Norburg (1581 - 1658), figlio del duca Giovanni di Schleswig-Holstein-Sonderburg;
- Gioacchino Sigismondo (31 maggio 1593 - 10 aprile 1629);
- Francesco Carlo (2 maggio 1594 - 30 novembre 1660, Neuhaus), sposò a Barth il 19 settembre 1628 Agnese di Brandeburgo (Berlino, 27 luglio 1584 - 16 marzo 1629, Neuhaus), figlia dell'elettore Giovanni Giorgio di Brandeburgo; il 27 agosto 1639 sposò Caterina di Brandeburgo (Königsberg, 28 maggio 1602 - 9 febbraio 1649, Schöningen), figlia dell'elettore Giovanni Sigismondo di Brandeburgo;
- Rodolfo Massimiliano (18 giugno 1596 - 1º ottobre 1647, Lubecca); sposò Anna Caterina de Dulcina;
- Edvige Maria (7 agosto 1597 - 29 agosto 1644), sposò nel 1636 il principe Annibale Gonzaga (1602 - 2 agosto 1668);
- Francesco Alberto (31 ottobre 1598 - 10 giugno 1642, Schweidnitz); sposò il 21 febbraio 1640 a Güstrow Cristina Margherita di Meclemburgo-Güstrow (Güstrow, 31 marzo 1615 - 6 agosto 1666, Wolfenbüttel), figlia del duca Giovanni Alberto II di Meclemburgo-Güstrow;
- Sofia Edvige (Lauenburg, 24 maggio 1601 - 21 febbraio 1660, Glücksburg); sposò il 23 maggio 1624 a Neuhaus il duca Filippo di Schleswig-Holstein-Sonderburg-Glücksburg (1584 - 1663), figlio di Giovanni di Schleswig-Holstein-Sonderburg;
- Francesco Enrico (9 aprile 1604 - 26 novembre 1658), sposò il 13 dicembre 1637 a Treptow an der Rega la contessa Maria Giuliana di Nassau-Siegen (Siegen, 14 agosto 1612 - 21 gennaio 1665, castello di Franzhagen presso Schulenburg), figlia del conte Giovanni VII di Nassau-Siegen.

## Ascendenza
|                                               |                                        |                                                       | Genitori                                                                          |  |  | Nonni |  |  | Bisnonni                                      |  |  | Trisnonni                                       |  |
|                                               |                                        |                                                       |                                                                                   |  |  |       |  |  | 8. Giovanni V, VII duca di Sassonia-Lauenburg |  |  | 16. Bernardo III, VI duca di Sassonia-Lauenburg |  |
|                                               |                                        |                                                       |                                                                                   |  |  |       |  |  | 8. Giovanni V, VII duca di Sassonia-Lauenburg |  |  | 16. Bernardo III, VI duca di Sassonia-Lauenburg |  |
|                                               |                                        | 17. Adelaide di Pomerania-Stolp                       |                                                                                   |  |  |       |  |  | 8. Giovanni V, VII duca di Sassonia-Lauenburg |  |  |                                                 |  |
| 4. Magnus I, VIII duca di Sassonia-Lauenburg  |                                        |                                                       |                                                                                   |  |  |       |  |  | 8. Giovanni V, VII duca di Sassonia-Lauenburg |  |  |                                                 |  |
|                                               |                                        | 9. Dorotea di Brandeburgo                             | 18. Federico II, VIII principe elettore di Brandeburgo                            |  |  |       |  |  |                                               |  |  |                                                 |  |
|                                               |                                        | 9. Dorotea di Brandeburgo                             | 18. Federico II, VIII principe elettore di Brandeburgo                            |  |  |       |  |  |                                               |  |  |                                                 |  |
|                                               |                                        | 9. Dorotea di Brandeburgo                             | 19. Caterina di Sassonia                                                          |  |  |       |  |  |                                               |  |  |                                                 |  |
| 2. Francesco I, IX duca di Sassonia-Lauenburg |                                        | 9. Dorotea di Brandeburgo                             |                                                                                   |  |  |       |  |  |                                               |  |  |                                                 |  |
|                                               |                                        | 10. Enrico IV, XII principe di Brunswick-Wolfenbüttel | 20. Guglielmo IV, XI principe di Brunswick-Wolfenbüttel                           |  |  |       |  |  |                                               |  |  |                                                 |  |
|                                               |                                        | 10. Enrico IV, XII principe di Brunswick-Wolfenbüttel | 20. Guglielmo IV, XI principe di Brunswick-Wolfenbüttel                           |  |  |       |  |  |                                               |  |  |                                                 |  |
|                                               |                                        | 10. Enrico IV, XII principe di Brunswick-Wolfenbüttel | 21. Elisabetta di Stolberg-Weningerode                                            |  |  |       |  |  |                                               |  |  |                                                 |  |
| 5. Caterina di Brunswick-Wolfenbüttel         |                                        | 10. Enrico IV, XII principe di Brunswick-Wolfenbüttel |                                                                                   |  |  |       |  |  |                                               |  |  |                                                 |  |
|                                               |                                        | 11. Caterina di Pomerania-Wolgast                     | 22. Eric II, VIII duca di Pomerania-Wolgast e X duca di Pomerania-Stettino        |  |  |       |  |  |                                               |  |  |                                                 |  |
|                                               |                                        | 11. Caterina di Pomerania-Wolgast                     | 22. Eric II, VIII duca di Pomerania-Wolgast e X duca di Pomerania-Stettino        |  |  |       |  |  |                                               |  |  |                                                 |  |
|                                               |                                        | 11. Caterina di Pomerania-Wolgast                     | 23. Sofia di Pomerania-Stolp                                                      |  |  |       |  |  |                                               |  |  |                                                 |  |
| 1. Francesco II, X duca di Sassonia-Lauenburg |                                        | 11. Caterina di Pomerania-Wolgast                     |                                                                                   |  |  |       |  |  |                                               |  |  |                                                 |  |
|                                               | 12. Alberto III, VIII duca di Sassonia | 24. Federico II, VII principe elettore di Sassonia    |                                                                                   |  |  |       |  |  |                                               |  |  |                                                 |  |
|                                               | 12. Alberto III, VIII duca di Sassonia | 24. Federico II, VII principe elettore di Sassonia    |                                                                                   |  |  |       |  |  |                                               |  |  |                                                 |  |
|                                               | 12. Alberto III, VIII duca di Sassonia | 25. Margherita d'Austria                              |                                                                                   |  |  |       |  |  |                                               |  |  |                                                 |  |
| 6. Enrico IV, X duca di Sassonia              | 12. Alberto III, VIII duca di Sassonia |                                                       |                                                                                   |  |  |       |  |  |                                               |  |  |                                                 |  |
|                                               |                                        | 13. Sidonia di Boemia                                 | 26. Giorgio, re di Boemia                                                         |  |  |       |  |  |                                               |  |  |                                                 |  |
|                                               |                                        | 13. Sidonia di Boemia                                 | 26. Giorgio, re di Boemia                                                         |  |  |       |  |  |                                               |  |  |                                                 |  |
|                                               |                                        | 13. Sidonia di Boemia                                 | 27. Cunegonda di Sternberg                                                        |  |  |       |  |  |                                               |  |  |                                                 |  |
| 3. Sibilla di Sassonia                        |                                        | 13. Sidonia di Boemia                                 |                                                                                   |  |  |       |  |  |                                               |  |  |                                                 |  |
|                                               |                                        | 14. Magnus II, VI duca di Meclemburgo-Schwerin        | 28. Enrico IV, V duca di Meclemburgo-Schwerin                                     |  |  |       |  |  |                                               |  |  |                                                 |  |
|                                               |                                        | 14. Magnus II, VI duca di Meclemburgo-Schwerin        | 28. Enrico IV, V duca di Meclemburgo-Schwerin                                     |  |  |       |  |  |                                               |  |  |                                                 |  |
|                                               |                                        | 14. Magnus II, VI duca di Meclemburgo-Schwerin        | 29. Dorotea di Brandeburgo                                                        |  |  |       |  |  |                                               |  |  |                                                 |  |
| 7. Caterina di Meclemburgo-Schwerin           |                                        | 14. Magnus II, VI duca di Meclemburgo-Schwerin        |                                                                                   |  |  |       |  |  |                                               |  |  |                                                 |  |
|                                               |                                        | 15. Sofia di Pomerania-Wolgast                        | 30. Eric II, VIII duca di Pomerania-Wolgast e X duca di Pomerania-Stettino (= 22) |  |  |       |  |  |                                               |  |  |                                                 |  |
|                                               |                                        | 15. Sofia di Pomerania-Wolgast                        | 30. Eric II, VIII duca di Pomerania-Wolgast e X duca di Pomerania-Stettino (= 22) |  |  |       |  |  |                                               |  |  |                                                 |  |
|                                               |                                        | 15. Sofia di Pomerania-Wolgast                        | 31. Sofia di Pomerania-Stolp (= 23)                                               |  |  |       |  |  |                                               |  |  |                                                 |  |
|                                               |                                        | 15. Sofia di Pomerania-Wolgast                        |                                                                                   |  |  |       |  |  |                                               |  |  |                                                 |  |